# Шанюшкин, Очир Николаевич
Очир Николаевич Шанюшкин (1912—1989) — специалист по разведке урановых месторождений, главный геолог Сосновской экспедиции, заслуженный геолог РСФСР, лауреат Государственной премии СССР 1980 года.
Родился 12.03.1912 в с. Курумкан Баргузинского района Бурятии. Там же учился в средней школе.
С ноября 1931 по октябрь 1932 г. служил в РККА.
В 1937 году окончил Иркутский государственный университет.
Участник войны с 1943 по 1945 год, командир взвода 686 отдельного сапёрного батальона 395 сд. Награждён двумя орденами Красной Звезды (17.02.1945, 07.05.1945).
С 1948 года главный геолог Снеженской экспедиции. В 1949 году — один из первооткрывателей Мраморного месторождения урана. С 1952 года начальник аэропартии.
С 1955 г. заместитель главного геолога, с 1956 по 1976 год главный геолог Сосновской экспедиции (будущее объединение «Сосновгеология»).
С 1976 г. на пенсии.
Лауреат Государственной премии СССР (1980) — за создание ураново-рудной минерально-сырьевой базы Приаргунского горно-химического комбината, в составе коллектива: Дмитрий Петрович Бобрицкий, Николай Степанович Зонтов, Михаил Владимирович Шумилин, Очир Николаевич Шанюшкин, Вячеслав Александрович Солодовников, Владимир Антонович Шлейдер, Ревир Григорьевич Карманов, Виктор Иванович Пулин, Пётр Петрович Дрижд, Сагит Хадыевич Хамидуллин, Лидия Амосовна Орлова, Виталий Евгеньевич Вишняков.
Заслуженный геолог РСФСР (15.10.1973). Награждён орденом Трудового Красного Знамени.